# ایان استارک
ایان استارک (انگلیسی: Ian Stark؛ زادهٔ ۲۲ فوریهٔ ۱۹۵۴) سوارکار اهل بریتانیا است.